# Пети-Тру-де-Нип
Пети-Тру-де-Нип (фр. Petit-Trou-de-Nippes, гаит. креол. Ti Twou de Nip) — коммуна на юго-западе Гаити, на территории округа Анс-а-Во департамента Нип.

## Демография
Население по состоянию на 2009 год составляло 27 273 жителя. Площадь 153,19 км².

## География
Город расположен к востоку от полуострова Барадер, с которым он связан цепочкой островков, замыкающих залив Барадер.

## История
Пети-Тру-де-Нип был основан как приход 8 сентября 1738 года под патронажем Нотр-Дам-де-Бон-Секур.
В 1963 году коммуна была разрушена ураганом Флора, уничтожившим 85 % города.
14 августа 2021 года он стал эпицентром землетрясения магнитудой 7,2 балла.

## Административное деление
Коммуна включает следующие кварталы:
- Ремон
- Тиби
- Виньи

## Экономика
Местная экономика основана на выращивании кофе, сахарного тростника и хлопка. Город также является небольшим рыболовецким портом.

## Известные уроженцы
- Бобран Ардуэн (1796—1865) — гаитянский историк, политический и общественный деятель, сенатор и дипломат. Вице-президент Гаити (1845—1846).
- Жоселерм Привер (род. 1953) — гаитянский политик, временный президент Гаити (2016—2017).